# Jean Arnolis
Jean Arnolis est un footballeur professionnel belge né le 29 juin 1946 à Schaerbeek.

## Biographie
Arnolis est un milieu de terrain qui a joué pour le Daring Club de Bruxelles, le Racing Club de Jette, le K Berchem Sport, le Royal Antwerp Football Club et l'Eendracht Alost.